# كعكة الشيفون
كعكة الشيفون هي كعكة خفيفة جدًا مصنوعة من الزيت النباتي والبيض والسكر والدقيق ومسحوق الخبز والمُطعمَّات. ولمَّا كان مصنوعًا من الزيت النباتي الدهون ليست صلبة لغياب الزبدة أو السمن، فإن من السهل خفق الهواء في الخليط. لذلك تحصل كعكات الشيفون (مثل كعك أكل الملاك وغيرها من كعك الرغوة ) على ملمسًا رقيقًا من خلال خفق المُح (بياض البيض) منفصلًا حتى يصبح صلبًا ثم يُقلّب في خليط الكعك قبل الخبز. تعتمد خصائص التهوية على جودة المَرَنْج والمواد الكيميائية المخمرة.
تجمع كعكة الشيفون بين الطرق المستخدمة من الكعك الإسفنجي والكعك التقليدي. فهي تحتوي على مسحوق الخبز والزيت النباتي ولكن البيض يفصل و يُخفق البياض قبل أن يُقلَّب في الخليط ما يخلق طعمة غنية مثل كعكة الزيت ولكن بقوام أخف يشبه الكعكة الإسفنجية كثيرًا.

## الصور

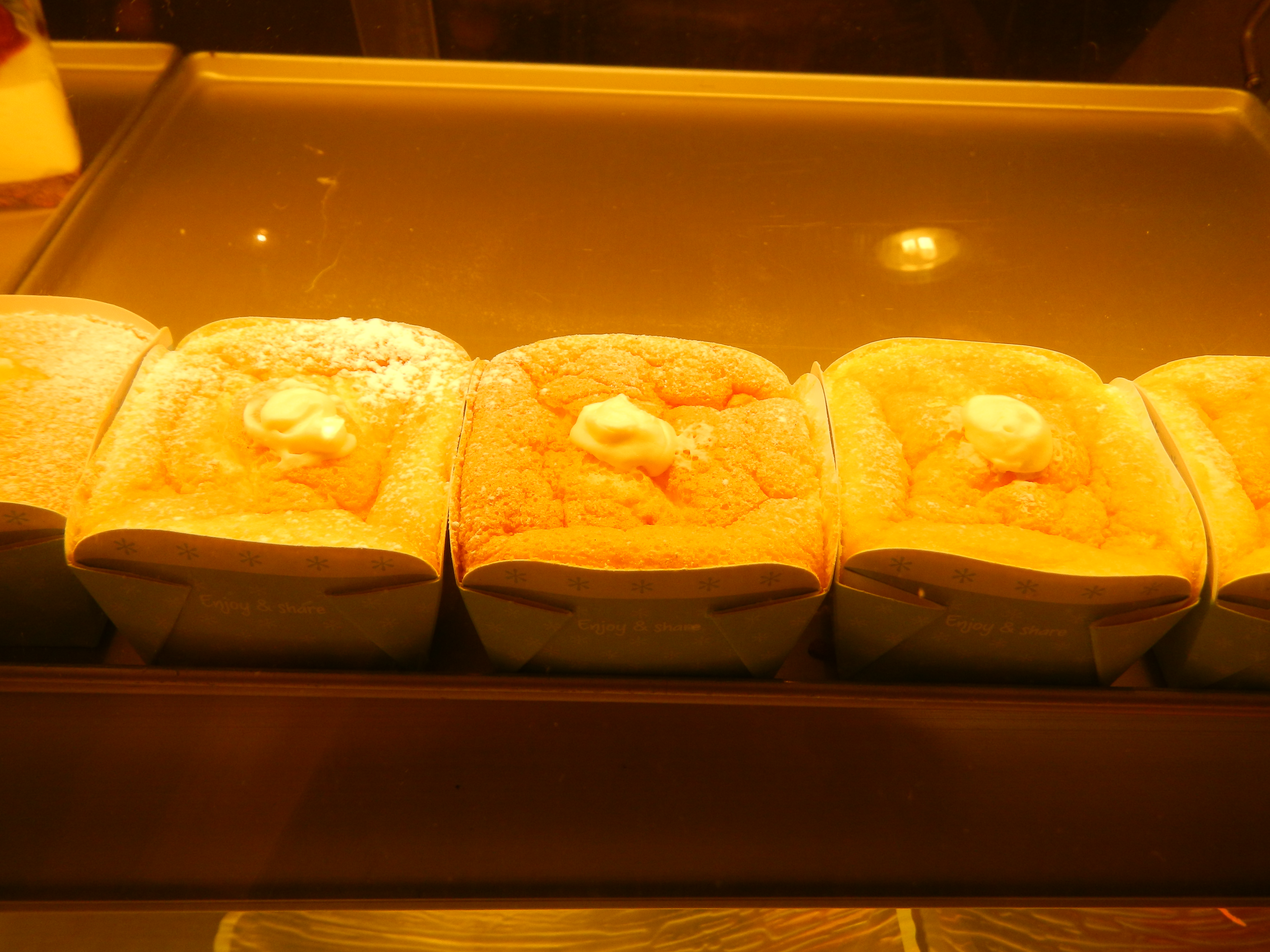
كعكة هُكَيدو كعكة شيفون مكوبة محشوة بالقشدة
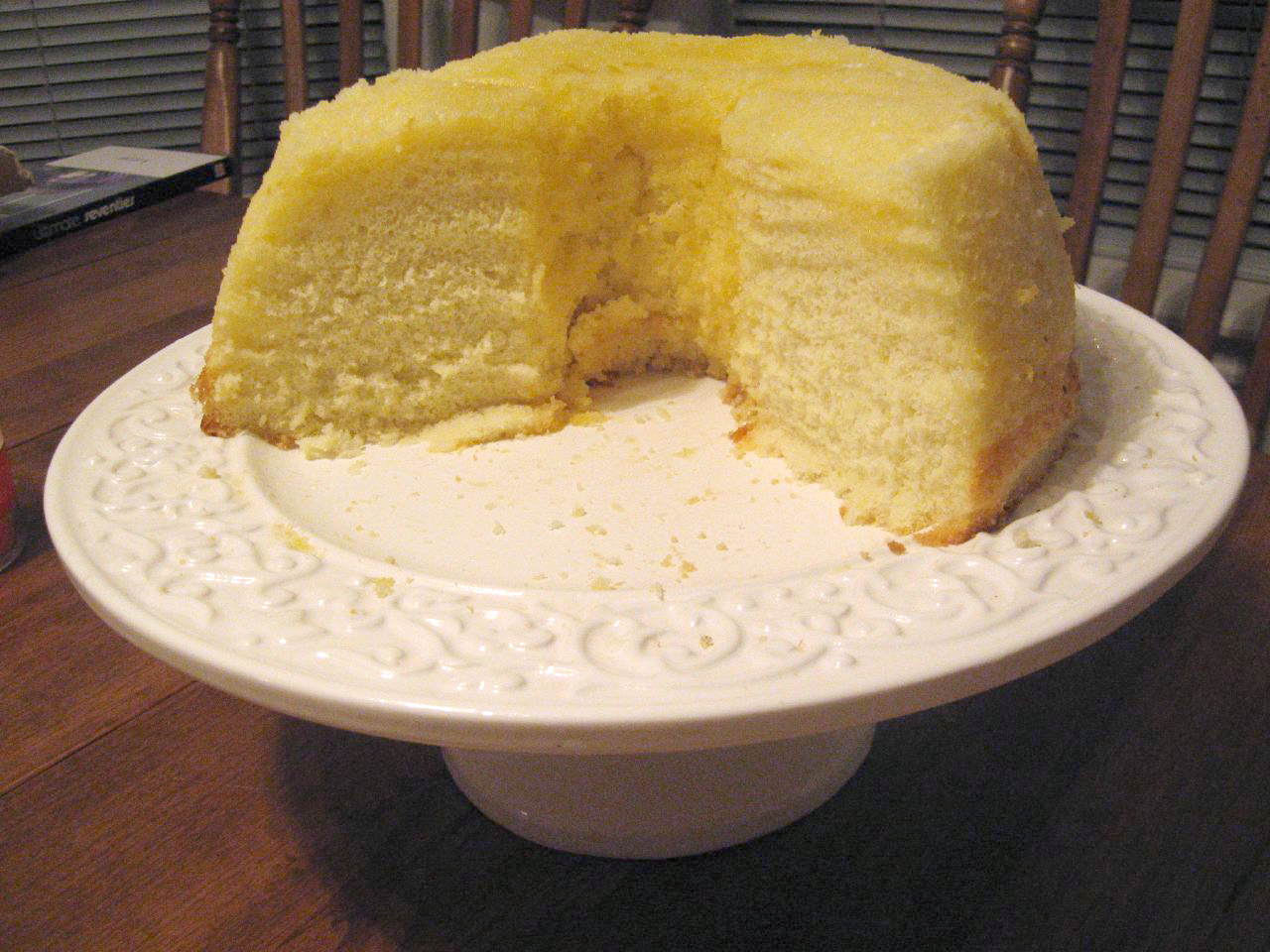
كعكة الشيفون الليمونية